# Hannes de Boer
Hannes de Boer (Hollum, 2 december 1899 – Rijswijk, 2 april 1982) was een Nederlandse atleet, die was gespecialiseerd in het verspringen. Hij werd in deze discipline zesmaal Nederlands kampioen, nam tweemaal deel aan de Olympische Spelen en verbeterde zesmaal het Nederland record. Zijn laatste prestatie van 7,37 m uit 1928 hield 23 jaar stand, totdat het in 1951 werd verbeterd door Henk Visser naar 7,48. Hij was de eerste Nederlander die verder dan 7 meter sprong.

## Loopbaan
Op de Olympische Spelen van 1924 in Parijs vertegenwoordigde De Boer Nederland bij het verspringen. Hier maakte hij drie foutsprongen en plaatste zich niet in de finale. Vier jaar later op de Olympische Spelen van Amsterdam verging het hem een stuk beter. In de finale behaalde hij een zesde plaats met een beste poging van 6,32.
Dat Hannes de Boer ook goed kon sprinten, bewees hij als lid van een 4 x 100 m estafetteploeg. Samen met Frits Lamp, Harry Broos en Rinus van den Berge snelde hij in 1926 naar een tijd van 41,7 s, een verbetering van het toenmalige record met 0,3 seconde. Dit record bleef overeind tot 1934, toen een ander nationaal team, met daarin onder andere Chris Berger en Tinus Osendarp, tijdens de Europese kampioenschappen in Turijn een tijd liep van 41,6.
De Boer, die lid was van Te Werve en Vlug en Lenig in Den Haag, was in het dagelijkse leven aanvankelijk kantoorbediende, maar werd later filmer bij Poligoon-Profilti. Hij overleed op 82-jarige leeftijd in Rijswijk.

## Kampioenschappen

### Internationale kampioenschappen
| Onderdeel   | Titel              | Jaar       |
| ----------- | ------------------ | ---------- |
| verspringen | Brits AAA-kampioen | 1928, 1931 |

### Nederlandse kampioenschappen
| Onderdeel   | Jaar                               |
| ----------- | ---------------------------------- |
| verspringen | 1925, 1926, 1927, 1928, 1929, 1930 |

## Nederlandse records
| Onderdeel   | Prestatie | Datum            | Plaats    |
| ----------- | --------- | ---------------- | --------- |
| verspringen | 7,04 m    | 27 juli 1924     | Dordrecht |
| verspringen | 7,18 m    | 19 juli 1925     | Haarlem   |
| verspringen | 7,215 m   | 8 augustus 1926  | Haarlem   |
| verspringen | 7,30 m    | 7 augustus 1927  | Haarlem   |
| verspringen | 7,32 m    | 30 augustus 1931 | Rijswijk  |
| verspringen | 7,37 m *  | 6 juli 1928      | Londen    |

* Tot 1932 weigerde de KNAU in het buitenland geleverde prestaties als record te erkennen. Later werden enkele records alsnog als nationaal record erkend.

## Persoonlijk record
| Onderdeel   | Prestatie      | Datum       | Plaats |
| ----------- | -------------- | ----------- | ------ |
| verspringen | 7,37 m (ex-NR) | 6 juli 1928 | Londen |

- International Standard Name Identifier: 0000 0000 5869 4552
- Library of Congress Control Number: no2009031361
- Nederlandse Thesaurus van Auteursnamen: 072442042
- Virtual International Authority File: 83546342
- WorldCat: E39PBJwxF6KhfPMGcy9r4b4THC